# Пассирование клеток
Пассирование (разделение) клеток — микробиологическая операция, осуществляемая с клетками и клеточными линиями при посеве их на субстрат для дальнейшей культивации. Единичная операция пассирования клеток называется пассаж. 

## Принцип операции
Отбор небольшого количества клеток (от 1/2 до 1/5 от общего количества) для выращивания в другом лабораторном сосуде (чашка Петри, флакон).
Если культура растёт быстро (например, фибробласты), отбор необходимо делать регулярно (раз в 2—3 дня), поскольку в среде истощаются питательные вещества и накапливаются продукты метаболизма. Суспензивные культуры пассировать проще, так как для этого достаточно всего лишь отобрать необходимое количество клеток, поместить их в другие сосуды, и добавить свежей питательной среды. Адгезивные же клетки перед этим следует отделить от субстрата и разделить их скопления. Как правило, для этой цели используют смесь трипсина и ЭДТА или другие ферментные смеси, иногда достаточно только ЭДТА в физиологическом растворе (раствор Версена). Если культура растёт медленно, её обычно подкармливают без переноса в другой сосуд, периодически (обычно раз в 2—3 дня) отбирая часть использованной среды и добавляя свежую.